# Střevlík hrbolatý
Střevlík hrbolatý (Carabus variolosus) je nelétavý druh brouka z čeledi střevlíkovití.

## Popis
Patří mezi největší brouky v Evropě. Dorůstá délky 20 až 33 mm. Jeho tělo má černou barvu s mírným leskem. Krovky jsou zvýrazněny hlubokými jamkami, což ji snadno odlišuje od ostatních druhů.
Přebývá ve vlhkých lesních společenstvích, bažinách a na březích potoků od 300 do 1200 m n. m. Je úzce vázán na potoky a vodní plochy. Zimuje v odumřelém dřevě nebo v podzemí na březích potoků. Loví zejména slimáky, malé korýše, hmyz a jeho larvy, pulce a malé ryby. Dokáže lovit i pod vodou. Je aktivní hlavně v noci.

## Výskyt
Vyskytuje se zřídka a to zejména v jihovýchodní, střední a východní Evropě. Na Slovensku je jeho výskyt roztroušený. Vyskytuje se i v Česku (zejména na Moravě).

## Poddruhy
- C. variolosus nodulosus
- C. variolosus variolosus